# Nenad Erić
Nenad Erić (in serbo Ненад Epић?; Požega, 26 maggio 1982) è un ex calciatore serbo naturalizzato kazako, di ruolo portiere.

## Carriera

### Nazionale
Nella nazionale kazaka ha esordito contro la Moldavia il 18 febbraio 2015.

## Palmarès

### Club

#### Competizioni nazionali
- Supercoppa del Kazakistan: 5

2011, 2015, 2018, 2019, 2020
- Coppa del Kazakistan: 2

2012, 2016
- Campionato del Kazakistan: 6

2014, 2015, 2016, 2017, 2018, 2019